# Nathan Hauritz
Nathan Michael Hauritz (ur. 18 października 1981 w Wondai) – australijski krykiecista, praworęczny rzucający w stylu off spin.
Był dobrze zapowiadającym się młodym graczem ale nie udało mu się zdobyć stałego miejsca w reprezentacji Australii, ani na stałe w żadnej z drużyn stanowych.  W 2004 został powołany do reprezentacji na jeden test przeciwko Indiom w Bombaju, ponownie w reprezentacji Australii wystąpił dopiero w 2008 w meczu przeciwko Nowej Zelandii w Adelajdzie (został powołany z powodu kontuzji kostki Jasona Krejzy, w czasie meczu Hauritz odniósł podobną kontuzję).